# Mistrzostwa Europy w Lekkoatletyce 2016 – bieg na 5000 m kobiet
Bieg na 5000 metrów kobiet – jedna z konkurencji biegowych rozgrywanych podczas lekkoatletycznych mistrzostw Europy na Stadionie Olimpijskim w Amsterdamie.

## Terminarz
| Data    | Godzina |       |
| ------- | ------- | ----- |
| 9 lipca | 21:05   | Finał |

## Rekordy
|                                        | Zawodniczka       | Wynik    | Miejsce   | Data                 |
| -------------------------------------- | ----------------- | -------- | --------- | -------------------- |
| Rekord świata                          | Tirunesh Dibaba   | 14:11,15 | Oslo      | 6 czerwca 2008(dts)  |
| Rekord Europy                          | Lilija Szobuchowa | 14:23,75 | Kazań     | 19 lipca 2008(dts)   |
| Rekord mistrzostw Europy               | Alemitu Bekele    | 14:52,20 | Barcelona | 1 sierpnia 2010(dts) |
| Najlepszy wynik na świecie w 2016 roku | Almaz Ayana       | 14:12,59 | Rzym      | 2 czerwca 2016(dts)  |
| Najlepszy wynik w Europie w 2016 roku  | Yasemin Can       | 14:37,61 | Rzym      | 2 czerwca 2016(dts)  |

## Rezultaty

### Finał
Źródło: .
| Poz. | Zawodniczka               | Reprezentacja   | Czas     | Uwagi |
| ---- | ------------------------- | --------------- | -------- | ----- |
| 01 ! | Yasemin Can               | Turcja          | 15:18,15 |       |
| 02 ! | Meraf Bahta               | Szwecja         | 15:20,54 |       |
| 03 ! | Stephanie Twell           | Wielka Brytania | 15:20,70 |       |
| 4.   | Susan Kuijken             | Holandia        | 15:23,87 | SB    |
| 5.   | Laura Whittle             | Wielka Brytania | 15:24,18 |       |
| 6.   | Eilish McColgan           | Wielka Brytania | 15:28,53 |       |
| 7.   | Louise Carton             | Belgia          | 15:42,79 |       |
| 8.   | Geleto Tola               | Niemcy          | 15:43,30 |       |
| 9.   | Kristiina Mäki            | Czechy          | 15:52,90 |       |
| 10.  | Deirdre Byrne             | Irlandia        | 15:53,67 |       |
| 11.  | Alexi Pappas              | Grecja          | 15:56,75 |       |
| -    | Maren Kock                | Niemcy          | DNF      |       |
| -    | Mary Cullen               | Irlandia        | DNS      |       |
| -    | Trihas Gebre              | Hiszpania       | DNS      |       |
| -    | Karoline Bjerkeli Grøvdal | Norwegia        | DNS      |       |
| -    | Maureen Koster            | Holandia        | DNS      |       |